# Минен заградител
Минен заградител (минзаг) – специализиран военен кораб, предназначен за поставяне на минни заграждения. Към минните заградители могат да се отнасят различни кораби — от малки крайбрежни, до големи и бързоходни кораби, оборудвани в корпуси на есминци. Водоизместимостта на надводните минни заградител е различно, достига до 6000 тона.
Минните заградители са предназначени за поставяне на минни заграждения предимно в собствените териториални води.
Освен средства за поставяне на мини те са оборудвани с различни типове въоръжение за самозащита. Артилерийското им въоръжение е за защита от ескадрени миноносци, катери и самолети на противника.
Също в качеството на минни заградители могат да се използват и подводници. При това, поставянето на мините може да се осъществява в надводно и в потопено положение, а поради голямата скритност на подводницата те служат за ефективно поставяне на т.нар. „настъпателни минни заграждения“ – в териториалните води на противника и на оживени маршрути на движение на вражеските съдове и кораби.
- Амур (минен заградител) – най-ефективния в руско-японската война кораб на руския флот.
- Краб — първия в света подводен минзаг, построен 1912 г.
- Урал (минен заградител) — втория по големина минен заградител на Балтийския флот, в периода на Втората световна война. Построен в Ленинград 1928 г.